# ロータス・ヨーロッパ

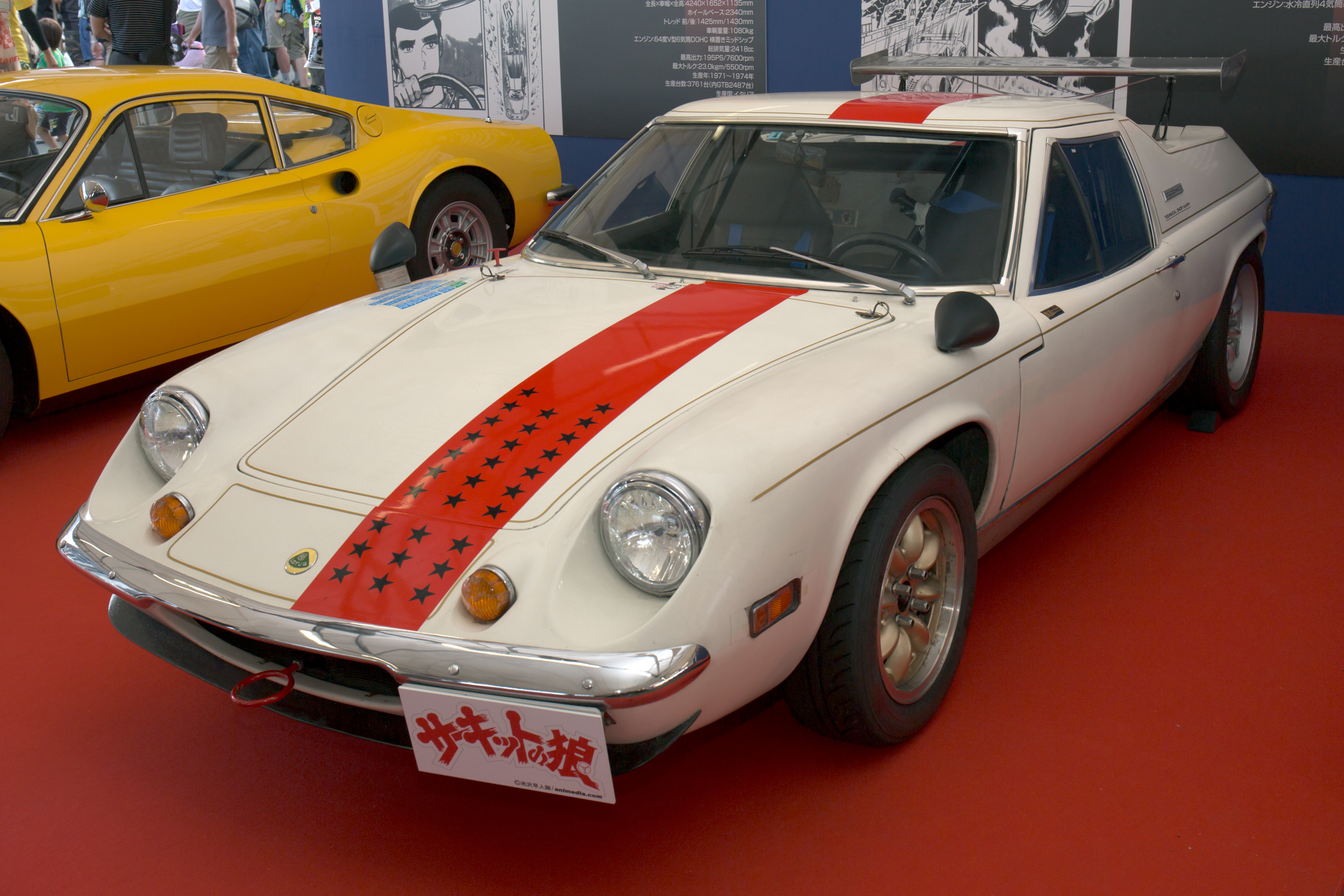
ロータス・ヨーロッパ(サーキットの狼 風吹裕矢仕様)

ヨーロッパ（Europa）は、イギリスのスポーツカーメーカーであるロータス・カーズが1966年から1975年まで製造していたライトウエイトスポーツカーである。本項では、2006年に復活したヨーロッパSについても取り扱う。

## 概要
ロータスとしては、初のミッドシップにエンジンを搭載したロードカーである。それまで生産して来たロータス・セブンの後を継ぐモデルとして企画され、軽量かつできる限り廉価であることを目標にして開発され、合計9230台が販売された。
日本では『サーキットの狼』の主人公・風吹裕矢が操る愛車として一躍知名度を上げた。
2006年には「ヨーロッパS」という名称のモデルが発売されたが、このモデルはエリーゼ、エキシージ、オペル・スピードスターに採用されたアルミバスタブフレームを使用した現代的なモデルであり、両者に直接の技術的なつながりはないものの、開発スタッフは初代ヨーロッパ当時のメンバーも参加している。

## 歴史

### シリーズ1
タイプナンバー46、通称シリーズ1と呼ばれる最初期型ヨーロッパは、エラン譲りの強靭な逆Y字型バックボーンフレームを有し、繊維強化プラスチック （FRP） 製の軽量ボディを架装している。通常のバックボーンフレームではなく、エンジンマウント部をY字に開いているのは、エンジンを可能な限り低く落とし込んで搭載するための工夫であり、エンジンは太いボックス断面を持つフレームの間に挟まれるようにして載せられていた。
フロントにダブルウィッシュボーン式、リアにラジアスアームとロアトランスバースリンク式を組み合わせた、ヨーロッパ専用に設計されたサスペンションを採用している。これは、ギアボックス上を通過するボックス断面型鋼板ラジアスアームを配置し、ドライブシャフトを兼ねたアッパーアーム、それにロアアームを組み合わせたものだった。ちなみにフロントサスペンションは、トライアンフ・スピットファイアのものから流用した既製品である。
当時、ミッドシップ車は存在したものの、それは日常使用に向かないレーシングカーや富裕層向けの高価格・高級モデルしかなかった。開発目標の一つに庶民にも手の届くスポーツカーを目指していたことから、当時としては最先端であるFRPボディを採用や優秀な空力フォルムなど技術的トピックに溢れるヨーロッパもコストダウンの跡が随所に見られる。ウインドウは固定式であり、内装もカーペットや遮音材類は採用していない。
パワートレイン関係は、全てルノー・16からの流用で、ルノーの手によって行われたエンジンチューン以外は完全な吊るしの状態で搭載されていた。コストダウンとの兼ね合いもあるが、このガソリンエンジンは、ウエットライナー構造で、アルミ合金製。ターンフロー方式の半球型燃焼室を持った水冷式直列4気筒OHVエンジンは、排気量1.5Lで、圧縮比の向上やハイカムなどによって、82馬力を発生する。トランスミッションは、実用車からの流用で4段MTである。車体重量は610kgに抑えられている。
シリーズ1はフランスへの輸出を念頭において生産されたモデルだったため、イギリス向けに販売された公式記録は無く、右ハンドル車もメーカでは製造していない。しかし母国イギリスにて右ハンドルへ改造された個体も存在し、日本にも個人によって輸入されている。

### タイプ47

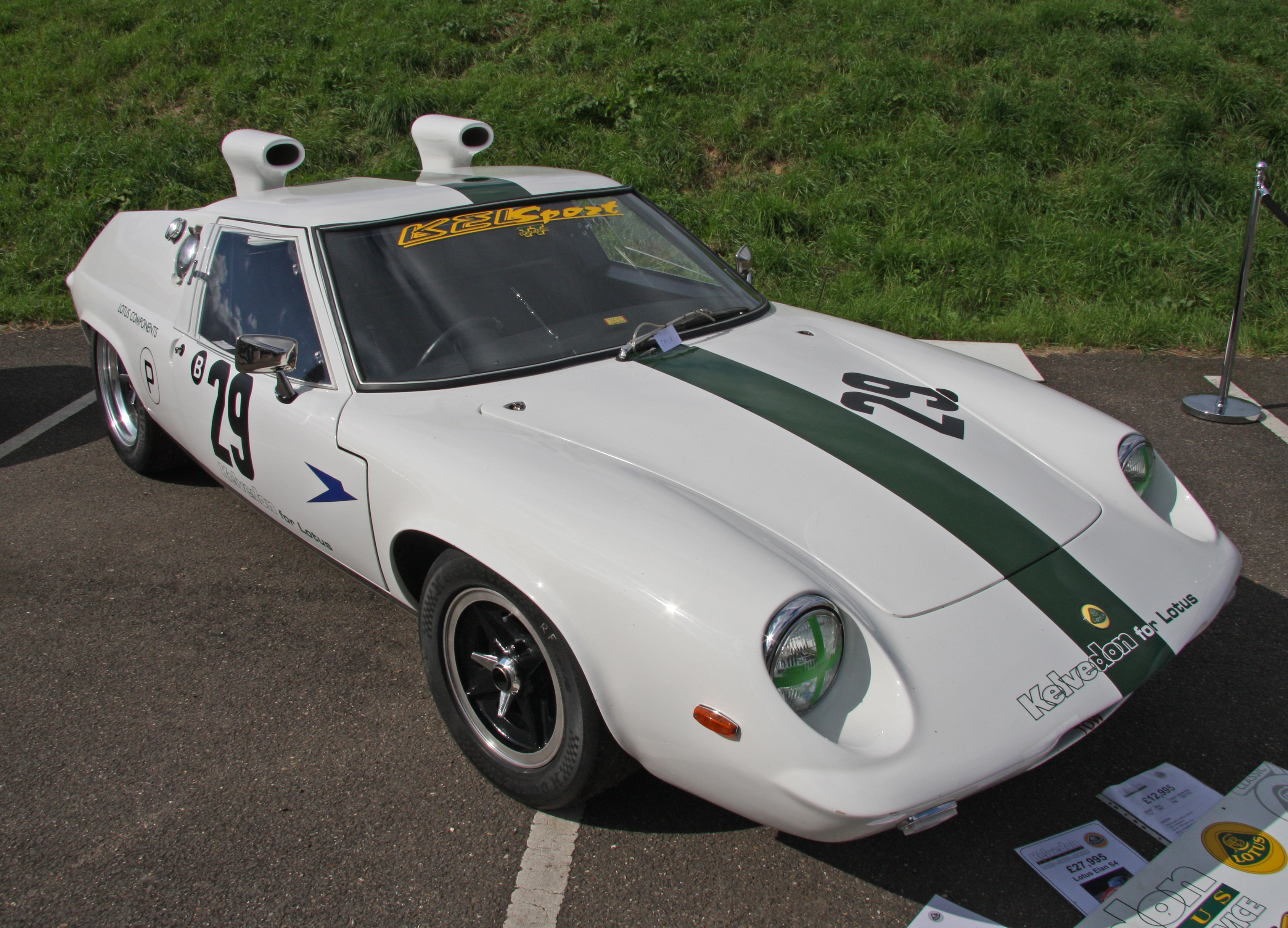
タイプ47

ヨーロッパの名前はついていないが、ヨーロッパ・シリーズ1をベースにしたレース仕様が、ロータス47である。グループ4カテゴリーの出走を目的としたこのモデルは、クォーターピラーの形状から「世界一速いパン屋のバン」と呼ばれている。FRP製ボディカウルが更に軽量化され、リアサスペンションは大きく構造を変更し、当時のロータスF1にほぼ準ずる4リンク式に改められるなど、レースで勝つことに焦点を絞っている。
フレームに関しては、市販型ヨーロッパと同様の逆Y字型だが断面形状が異なり（市販車と比べBL寸法が小さくWL寸法が大きい）、板厚も下げられ市販型とは別物である。このシャシは市販型より軽量だが脆弱で撓み易く、クラックが入り易い。動力性能に関しては大きく変更され、エンジンは1.6Lのコスワース製Mk.13型直列4気筒エンジンに換装、強力なエンジンパワーに対処するためヒューランド製FT200と呼ばれる5段マニュアルトランスミッションが搭載された。ブレーキもリアブレーキがドラム式からディスクブレーキに変更されている。
レース用に大幅なモディファイを加えられたロータス47は、小排気量ながらその軽量ボディを生かし、グループ4では常勝の一角に数えられ、時には格上クラスの車の順位も上回った。その後も開発は進められ、シャシーの改良、大排気量V型8気筒エンジンを搭載したモデルなどが派生した。

### シリーズ2

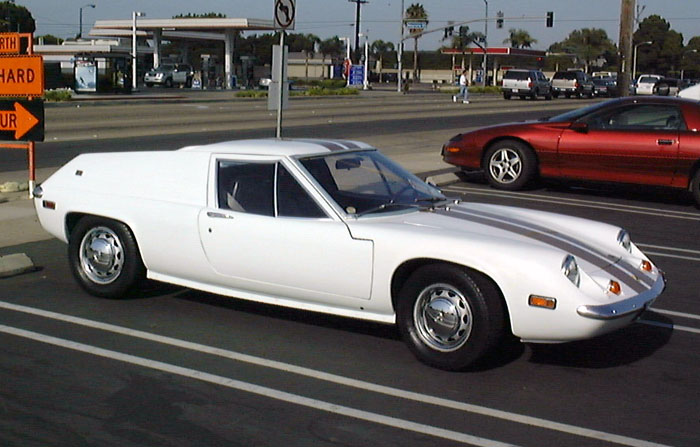
シリーズ2（北米仕様）

タイプナンバー54、通称シリーズ2と呼ばれたモデルは、1968年に登場した。右ハンドル車の生産、そしてイギリス本国での販売も1969年から行われるようになった。快適性度外視のシリーズ1に比べ、窓は電動モーターによる可動式に、シートもアジャスト機能のついたホールド性の高いバケットシートに、ラジオも標準装備で内装の消音にも気が配られるなど快適装備に気を配られている。ただし、快適装備の充実に伴い車重は50kgほど増加している。
外装に多少の変化がなされ、接着で固定されていたFRP製ボディパネルはボルト固定式に変更されている。
のちにタイプナンバー65と称されたモデルもあり、フロントマスクが変更となっている。タイプナンバー54と65をあわせてシリーズ2として扱われている。

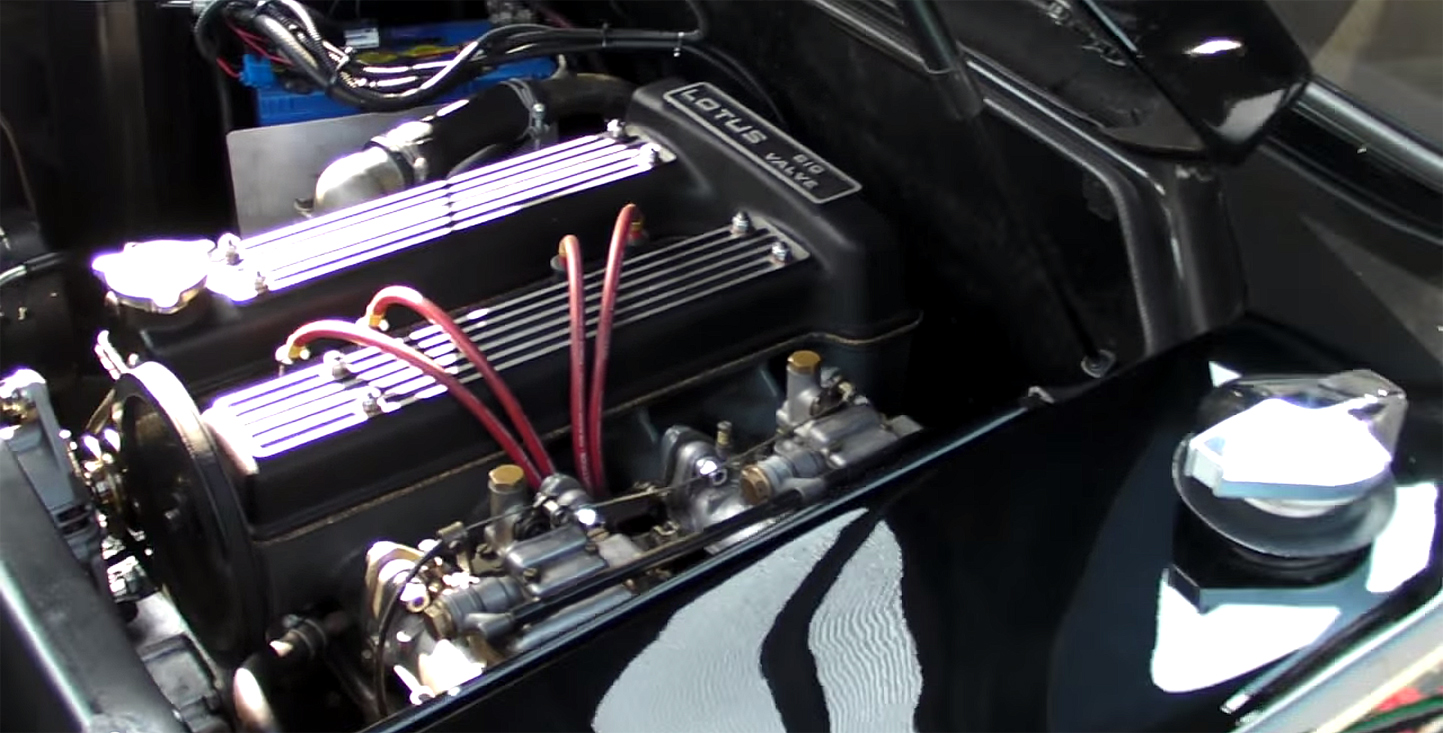
ロータスツインカムエンジン

### ツインカム
タイプナンバー74、1971年にツインカムという名の通りエンジンに改良が加えられた。同社のスポーツカーであるエランから採用されたツインカムユニットは、フォード製のエンジンにロータス製DOHCヘッドを組み合わせている。排気量もシリーズ1&2より約200cc増しの1.6Lとなり、最高出力も105馬力まで向上した。
ボディに関してはアメリカの安全基準に対処すべく、後方視野改善のためバーティカルフィンが低く改善されている。車重はシリーズ2から更に約50kg増の711kgとなった。車重の増加と出力向上で燃費低下したため、燃料タンクはツインタンクとなり32Lから57Lに増加した。

### スペシャル
1972年に登場した最終型、スペシャルではツインカムエンジンをよりチューンした通称ビッグバルブと呼ばれるユニットに変更された。吸気向上のためインテークバルブが大型化され、圧縮比も高められている。これらの変更により最高出力は126馬力と、歴代の市販型ヨーロッパでは最高出力となっている。またトランスミッションも標準装備のルノー製からゴルディーニ製5段MTがオプション設定された。北米仕様と欧州仕様があり、北米仕様はストロンバーグ製、欧州仕様はデロルト製のキャブレターが装備されていた。

## ヨーロッパS
2006年9月に発売された、エリーゼ、エキシージ、オペル・スピードスター(VX220)に次ぐ、4台目のロータス製アルミバスタブフレーム採用車種である。コードナンバーはType121。開発にあたってコーリン・チャップマンと共にヨーロッパTCの開発に関わった、当時のCEOであるマイク・キンバリーが指揮を取り、同じくチャップマンの元でヨーロッパの開発を行ったロジャー・ベッカーのチームが開発を担当した。
当時ロータスの親会社であったプロトンからの「プロトンのディーラーに陳列出来るスーパーカーを開発せよ」という指示に従い、既に生産していたエリーゼ、エキシージとも違う「より上位のクラスのスポーツモデル」として設計されたのが始まりである。その後、プロトンから発表された「プロトン・スポーツコンセプト」ならびにダッジから発表された「en:Dodge_EV DODGE EV」の車両ベースとしても使われ、ロータス、プロトン、ダッジの自動車メーカー3社を巻き込んだ一大プロジェクトとしてスタートした。プロトンおよびダッジの計画はその後打ち切りとなるも、ロータスだけはキンバリーの経営的判断から続行を決断した。既に新規のボディの設計、インテリアの殆どを占める本革内装、独自のECU開発に多額の費用を投資しており、原資回収のためとして最低限度の「ロータスブランド」として発売出来るように仕上げられたのが本車両の顛末である。発売までに5台のプロトタイプが製作され、イベント用にパトカーの装飾を施された車両も存在した。
オペルから発売されていた「スピードスター」のシャシー、エンジン、ミッション、ハブ等の部品が使われており、エリーゼおよびエキシージよりもスピードスターとの共通部品が多い。ロータスは「ビジネスクラスGT」と称している。
ボディタイプは初代ヨーロッパと同様2シーターのミッドシップで、エリーゼおよびエキシージと共通のアルミバスタブフレームを使用しているものの、サイドシルはより深く抉られ、開口部もより広く設計されている。サブフレームはエリーゼ、エキシージよりも延長されており、ホイールベースを30mmほど延長。これによりエリーゼ・エキシージよりも遥かに余裕のあるラゲッジスペースを確保し、直進安定性の向上にも寄与している。ボディも先代と同様のFRP製ではあるが、先述のシャシーの延長により長さだけでなく幅についてもワイド化がされている。
搭載されるエンジンはGM・オペル製ECOTECエンジン。排気量1998cc、最高出力200馬力、最大トルク27.7kgf·mのインタークーラーターボ搭載モデルである。これはスピードスターのターボモデルに搭載されていたエンジン「Z20LET」をウォーターポンプの変更等を行ったアップグレード版の「Z20LER」というユニットであり、GMが1994年に計画し当時GMの子会社であったロータスの技術開発部門「LotusEngineering」が設計・開発した「L850」という汎用エンジン開発計画によって生産された「ECOTECエンジン」の派生の1つである。ロータスはこのZ20LERエンジンに、スピードスターとも違うヨーロッパS向けに専用にチューニングしたECUを組み合わせた。
ボディ、シャシー、エンジンの基本コンポーネントが全てロータス製という、ロータス・エスプリ以来の、そしてロータス最期の「ピュア・ロータス」である。
その後225馬力にチューンアップしたECUを搭載した「ヨーロッパ225」。タービンとECUを交換し240馬力にパワーアップした「ヨーロッパSE」がリリースされる。
足回りに関して、前輪については横幅は175とエリーゼと同サイズなのに対し、ホイールが前後17インチと前輪がインチアップされている。サスペンションは形式は兄弟機と同じくダブルウィッシュボーン。組み合わされるアブソーバーはこれもエリーゼと同じく高圧ガス式のビルシュタイン製であるが、バネレートは低く設定されており乗り心地を重視した味付けとなっている。前輪のキャスター角がエリーゼよりも立たたせてあり、ハンドルの回し心地は軽くなっている。シャシーは同じでありながら、エリーゼよりもより普段使いがし易い様にセッティングが施されているのが特徴。
- 2007年6月には上級グレードのLXが追加された。黒一色のベースモデルと比較して、タンカラーもしくはホワイトカラーのフルレザーのインテリアが特徴。4点式対応したインテリア同色のレザースポーツシートも標準装備となっている。タン色については専用の染色方法でイギリスの職人の手によって染められており、同じ物は以後ロータスでは使用されていない。
- 2008年3月にはECUを変更し、最高出力が225PSに向上した『ヨーロッパ225』が追加された。最高出力の向上に伴いブレーキローターがスリット入の物に換装されたりと、随所で強化が図られている。

また、既に販売されたヨーロッパS用にバージョンアップ用の「225キット」も少数ながらリリースされていた。
- 英国では『ヨーロッパSE』が上記225よりも更に上位のモデルとして僅か48台をリリース。こちらは更にタービンがK04にアップグレード、サスペンション・スタビライザー・ブレーキキャリパーがエキシージと同等の物に変更、ホイールが前17インチ、後18インチの専用の物になっている等よりグランツーリスモとしての強化が図られたモデル。
- サイドシルが深く削られていることから、シャシーがねじれる可能性も加味し、メーカーからは当初「サーキット走行不可能」という案内が出されていた。

- 2010年に生産終了、総生産台数は456台。ヨーロッパSEは48台。